# 1835
Évszázadok: 18. század – 19. század – 20. század
Évtizedek: 1780-as évek – 1790-es évek – 1800-as évek – 1810-es évek – 1820-as évek – 1830-as évek – 1840-es évek – 1850-es évek – 1860-as évek – 1870-es évek – 1880-as évek
Évek: 1830 – 1831 – 1832 – 1833 –  1834 – 1835 – 1836 – 1837 – 1838 – 1839 – 1840

## Események
- január 9. – Trónra lép Ang Mei kambodzsai királynő.
- február 23. – Elkezdődik a Wesselényi Miklós elleni hűtlenségi per.[1]
- április 11. – A mexikói kormányerők megdöntik a Zacatecasi Köztársaságot.
- április 21. – Gesche Gottfried kivégzése.
- július 28. – Giuseppe Fieschi pokolgépes merényletet kísérel meg I. Lajos Fülöp francia király és családja ellen, akik azonban sebesülés nélkül vészelték át a robbanást.[2]
- szeptember 26. – az első nemzeti színház, a Pesti Magyar Színház épületének alapkőletétele[3]
- az év folyamán – Megalakul az OMGE (Országos Magyar Gazdasági Egyesület).

## Az év témái

### 1835 az irodalomban
- február 28. – Elias Lönnrot aláírja az általa összeállított Kalevala előszavát.[4]

### 1835 a vasúti közlekedésben
- május 5. – Megnyitják Brüsszel és Mechelen között az európai kontinens első közforgalmú vasútvonalát.

## Születések
- március 13. – Haggenmacher Károly, malomgépész, feltaláló († 1921)
- március 16. – Valentin Magnan francia pszichiáter († 1916)
- április 9. – II. Lipót belga király († 1909)
- május 8. – Székely Bertalan festőművész († 1910)
- június 2. – X. Piusz pápa (Giuseppe Sarto) († 1914)[5]
- június 26. – Herman Ottó, természettudós († 1914)
- október 9. – Camille Saint-Saëns, francia zeneszerző († 1921)
- november 11. – Matthías Jochumsson, izlandi költő, író, műfordító, az izlandi himnusz szövegírója († 1920)
- november 16. – Eugenio Beltrami, olasz matematikus († 1900)
- november 30. – Mark Twain, amerikai író († 1910)
- december 17. – Felice Casorati, olasz matematikus († 1890)
- december 26. – Joseph Frederick Whiteaves, angol paleontológus († 1909)

## Halálozások
- január 1. – Amade Antal, író, először Zala majd Zágráb vármegye főispánja (* 1760)
- január 1. – Godina Mátyás, szlovén evangélikus lelkész, tanító, irodalmár (* 1768)
- március 2. – I. Ferenc magyar király és osztrák császár[1] (* 1768)
- április 2. – Ballér István, Somogy vármegyei evangélikus esperes, szlovén író (* 1760)
- április 8. – Wilhelm von Humboldt, porosz államférfi, nyelvész, esztéta (* 1767)
- május 11. – Fekete Ferenc, császári és királyi kamarás (* 1767)
- július 13. – Czinke Ferenc, egyetemi tanár, költő (* 1761)
- július 15. – Izabela Czartoryska hercegnő, a krakkói Czartoryski Múzeum megalapítója (* 1746)
- augusztus 28. – Heinrich Julius Klaproth, német nyelvész, orientalista, az MTA tagja (* 1783)
- szeptember 23. – Vincenzo Bellini olasz zeneszerző (* 1801)